# Richard Porta
Richard Porta, vollständiger Name Richard Aníbal Porta Candelaresi, (* 1. August 1983 in Fairfield City) ist ein Fußballspieler mit uruguayischer und australischer Staatsangehörigkeit.

## Karriere

### Verein
Der Canguro (deutsch: Känguru) genannte, 1,84 m große Stürmer Porta, der mit seiner Familie im Alter von zwei Jahren aus Australien nach Uruguay übersiedelte, begann seine Karriere 2001 bei River Plate Montevideo. Bereits im Alter von elf Jahren hatte er sich der Jugendmannschaft dieses Vereins angeschlossen. Da seine Familie zu jener Zeit in Toledo wohnte, benötigte er täglich drei Stunden für den Fahrtweg zur Trainingsteilnahme. Mit 17 Jahren gelang ihm dann der Sprung in die Erste Mannschaft. Nachdem er in der Saison 2007/08 mit 19 Treffern Torschützenkönig wurde, wechselte er im Januar 2008 für eine Ablösesumme in Höhe von 3,7 Millionen US-Dollar zur AC Siena nach Italien (andere Quellen nennen eine Ablösesumme in Höhe von fünf Millionen Dollar). Porta, der bei den Italienern einen Fünfjahresvertrag unterschrieb, absolvierte jedoch nur ein Spiel, nachdem Siena einen Trainerwechsel vollzogen hatte.
In der Saison 2009/10 stand er leihweise in Reihen Belenenses Lissabons und kam dort auf elf Einsätze (ein Tor). Dort überwarf er sich mit dem Trainer, was dem portugiesischen Verein entgegenkam, da der Leihvertrag für einen solchen Fall eine finanzielle Kompensationsklausel vorsah. Zur Spielzeit 2009/10 kehrte er – ebenfalls auf Leihbasis – zu River zurück, absolvierte 20 Spiele (drei Tore) in der Primera División und stand in fünf Partien (zwei Tore) der Copa Sudamericana 2009 auf dem Platz, bei der River Plate Montevideo bis ins Halbfinale vordrang und dort schließlich an LDU Quito scheiterte. Auch im Rahmen der Liguilla Pre Libertadores 2009 lief Porta dreimal (ein Tor) auf.
Porta wechselte zur Folgesaison im Wege einer weiteren Ausleihe zum Ligakonkurrenten Nacional Montevideo. Für die Bolsos bestritt er in den beiden Halbserien insgesamt 18 Spiele, in denen er fünf Tore erzielte und am Ende den Gewinn der Uruguayischen Meisterschaft feiern konnte. Zudem lief er in drei Spielen des Copa-Libertadores-Wettbewerbes 2011 auf. In der Folgesaison kam er in der Apertura zu fünf weiteren Erstligaeinsätzen mit drei Torerfolgen, bevor er den Club verließ.
Es folgte ein glückloses Engagement auf Leihbasis beim von Diego Maradona trainierten arabischen Klub Al-Wasl, das mit der Auflösung seines Vertrages endete. Lediglich ein einziges Tor erzielte er während dieser Karrierephase. Im Februar 2012 wurde seine Rückkehr zu Nacional verkündet. Mit 14 Treffern in elf Clausura-Einsätzen im Jahr 2012 stellte er dort abermals seine Treffsicherheit unter Beweis. Am Saisonende stand der Gewinn eines weiteren Landesmeistertitels.
Schon im Juli 2012 verabschiedete sich Porta erneut in Richtung Persischer Golf. Er unterzeichnete, trotz eines vorliegenden Angebots aus England, einen finanziell lukrativen Zweijahresvertrag mit Millionengehalt beim Dubai Club in den Vereinigten Arabischen Emiraten. Für den 1996 gegründeten Dubai Cultural Sports Club traf er sodann erstmals im Emirates Cup am 18. September 2012 in der mit 2:0 gewonnenen Begegnung bei al-Shaab. In den ersten neun Spielen für den arabischen Verein erzielte er neun Treffer.
Zur Spielzeit 2013/14 kehrte er nach Uruguay zurück und schloss sich Nacional Montevideo an. Bei den Bolsos absolvierte er 13 Spiele der Primera División und erzielte dabei vier Tore. Auch kam er in der Copa Libertadores 2014 zweimal (kein Tor) zum Zug. Nach der Saison verließ er die Montevideaner wieder. Anfang August 2014 band er sich vertraglich an den ecuadorianischen Klub Independiente del Valle. Bei den Ecuadorianern lief er in zehn Partien (zwei Tore) der Primera A und zwei Begegnungen (kein Tor) der Copa Sudamericana 2014 auf. Anfang Dezember 2014 wurde vermeldet, dass er ab 2015 für den peruanischen Verein Universitario de Deportes spielt. Dort sind allerdings keine Einsätze für ihn verzeichnet. Am 11. Februar 2015 schloss er sich dem uruguayischen Erstligisten Club Atlético Rentistas an. Für diesen absolvierte er in der Clausura 2015 zwölf Erstligaspiele und schoss zwei Tore. Im Juli 2015 wechselte zum Club Atlético Cerro. Dort erzielte er bis Saisonende bei 15 Ligaeinsätzen fünf Treffer. Danach verließ er im Juli 2016 den Klub und schloss sich erneut River Plate Montevideo an.

### Nationalmannschaft
Porta nahm mit der U-20-Nationalmannschaft Uruguays an der U-20-Südamerikameisterschaft 2003 teil. Im Verlaufe des Turniers kam er mindestens in den Partien gegen Brasilien (9. Januar 2003) und Bolivien (13. Januar 2003, ein Tor) zum Einsatz und traf einmal ins gegnerische Tor.
2006 wurde er seitens des damaligen Nationaltrainers Gustavo Ferrín auch in die A-Nationalmannschaft für ein Länderspiel gegen die Auswahl Saudi-Arabiens berufen. Für jene Partie verzichtete Ferrín allerdings auf Nominierungen von im Ausland tätigen Profis. Zu einem Einsatz Portas kam es jedoch schon deswegen nicht, weil das Länderspiel wegen Visaproblemen abgesagt wurde. Erneut wurde er für das am 12. September 2007 durchgeführte Nationenduell gegen Südafrika zur Nationalmannschaft einberufen. Coach Óscar Tabárez beschränkte seine Teilnahme am Länderspiel aber auf die Besetzung der Auswechselbank.
2011 zog der Nationaltrainer der australischen Auswahl Holger Osieck – wie zuvor bereits sein Vorgänger Pim Verbeek – daher in Erwägung, Porta für die Auswahl der Socceroos einzusetzen. Bereits 1999 hatte Porta an einem U-17-Trainingslager der australischen Auswahl teilgenommen.
Zwischenzeitlich hat Porta auch die Hoffnung auf einen Einsatz in der Celeste aufgegeben und erklärte Ende 2012 seine Bereitschaft zukünftig für die Nationalmannschaft Australiens zu spielen.

## Erfolge
- Uruguayischer Meister: 2010/11, 2011/12